# 埃瑟尔博恩
埃瑟尔博恩是德国莱茵兰-普法尔茨州的一个市镇。总面积4.10平方公里，总人口369人，其中男性177人，女性192人（2011年12月31日），人口密度90人/平方公里。